# OLY
OLY（/ˌoʊɛlˈwaɪ/ OH-el-WY），由世界奧林匹克運動員協會頒發予曾經參與奧林匹克運動會的運動員的頭銜，成立於2017年，是缀於該運動員姓名之後的一組字母，亦是對運動員的成就的一種肯定。世界奧林匹克運動員協會主席喬爾·布祖在接受網媒訪問時表示：「是時候認識到成為一名奧運選手就像成為一名博士（PhD）一樣。 這需要10年的努力，你學會了堅持、平等和公平競技。 你是整個社會的榜樣。」。

## 外部連結
- Olympians.org: OLY （页面存档备份，存于）